# 張敬軒演唱會列表
本列表敘述香港歌手張敬軒的演唱會紀錄。

## 演唱會/音樂會

### 個人演出
| 演出年份      | 演出日期 | 演出名稱                                        | 舉行地點 | 表演嘉賓 | 備註 |
| 2007年        | 7月26日 | 張敬軒 TVB LIVE HOUSE                           | 香港：apm | 孫耀威 | 無綫電視音樂台舉辦 |
| 2007年        | 8月17日 | 酷愛張敬軒Music Now音樂會                       | 香港：九龍灣國際展貿中心Hall B | 孫耀威、關楚耀、林威辰 | |
| 2008年        | 4月5至7日 8月16日 10月31日至11月1日 2009年1月23日                                                                       | 酷愛張敬軒演唱會                                | 香港：香港體育館、 · 美国大西洋城：國際豪華大賭場巨星劇場、 · 中国廣州：廣州新體育館、 · 加拿大温哥華：The Centre | 香港場： 王菀之（所有場次）、 關楚耀（所有場次）、 鄧健泓（首場）、 謝安琪（第二場）、 陳奕迅（第二場）和 譚詠麟（尾場） 廣州場： 王菀之（所有場次）、 關楚耀（所有場次） | 首個個人售票演唱會 成為首位在紅館開個唱的內地男歌手 * 於香港的第二場，即興邀請謝安琪合唱《鍾無艷》 * 2008年8月16日，於大西洋城演出1場，與傅穎合作。 * 2008年10月31日至11月1日，於廣州演出2場。 * 2009年1月23日，於加拿大温哥華演出1場。                  |
| 2008年        | 8月1日 | 903 id Club 張敬軒拉闊變奏廳                    | 香港：九龍灣國際展貿中心 | 不適用 | 為小型拉闊音樂會系列 特別主題：林憶蓮經典金曲 |
| 2008年        | 12月6日 | 張敬軒曝光Fans Party                            | 香港:九龍灣國際展貿中心 | 關楚耀 | |
| 2009年        | 2月15日 | 新城唱好張敬軒•情軒一發•音樂會                  | 香港：香港會議展覽中心 | 台灣歌手梁文音、大嘴巴以及神木與瞳 | |
| 2009年        | 4月18日 | 「軒」動魔法演唱會                              | 马来西亚：雲頂雲星劇场 | 不適用 | |
| 2009年        | 9月22日 | 張敬軒Unplugged第一樂章音樂會                   | 中国廣州：星海音樂廳 | 孟楠 | 首次與廣州交響樂團合作，以不插電和古典樂的形式演唱 |
| 2009年        | 11月26日至27日 | 「軒」動心情之旅                                | 美国：大西洋城印度宫殿大賭場體育館、拉斯维加斯凱薩皇宫 | 不適用 | * 2009年11月26日，於大西洋城演出1場。 * 2009年11月27日，於拉斯维加斯演出1場。 |
| 2010年        | 2月12至15日 7月30日 11月25日至26日 2011年4月2日                                                                         | 張敬軒「軒」動心弦世界巡迴演唱會                | 香港：香港體育館 · 澳門：金光綜藝館 · 美国：大西洋城印度宮酒店、拉斯維加斯凱撒皇宫大酒店 · 新加坡：名勝世界度假村 | 香港場： 吳浩康（所有場次）、 方大同（第一場）、 林子祥（第二場）、 王菀之（第三場）、 孫耀威（第四場） 澳門和拉斯維加斯場： 王菀之 | 尾場是爲了伊利沙伯醫院慈善信託基金籌款而開 * 2010年7月30日，於澳門演出1場。 * 2010年11月25日，於大西洋城演出1場。 * 2010年11月26日，於拉斯維加斯演出1場。本沒有安排表演嘉賓，即興邀請王菀之。 * 2011年4月2日，於新加坡演出1場。                          |
| 2010年        | 9月6日 | 張敬軒 MOOV LIVE 2010                           | 香港：兆基創意書院多媒體劇場 | 不適用 | |
| 2011年        | 11月4至6日 | 港樂 X 張敬軒交響音樂會                         | 香港：九龍灣國際展貿中心匯星 | 王菀之（第一場）、 何韻詩（第二場）、 黃耀明（第三場） | 首次與香港管弦樂團合作 |
| 2012年        | 4月21日 | 張敬軒×廣交交響音樂會                           | 中国廣州：廣州新體育館 | 不適用 | 第二次與廣州交響樂團合作 |
| 2013年        | 2月23日 | 張敬軒×廣州交響樂團佛山新春音樂會               | 中国佛山：嶺南明珠體育館 | G.E.M.、王菀之、周柏豪 | 第三次與廣州交響樂團合作 |
| 2013年        | 12月27日 | 張敬軒 無限旅程 世界巡迴演唱會2013              | 中国廣州：廣州體育館 | 不適用 | |
| 2014年        | 6月25日 | 新城唱好張敬軒•軒動全城•音樂會                  | 香港：香港會議展覽中心 | 不適用 | 與洪卓立、鍾舒漫、馮允謙、許靖韻合作 |
| 2014年        | 10月24至26日 2015年11月7日 2016年2月27日 2016年7月9日                                                                   | Hins Live in Passion 張敬軒演唱會2014           | 香港：香港體育館、 · 中国廣州：廣州新體育館 · 澳門：金光綜藝館 · 马来西亚：雲頂雲星劇場 | 香港場： 王菀之（所有場次）、 譚玉瑛（所有場次）、 關淑怡（所有場次）和 容祖兒（尾場） 廣州場： 王菀之、 陳揚 | 於香港的尾場，即興邀請容祖兒合唱《天窗》 * 2015年11月7日，於廣州演出1場。 * 2016年2月27日，於澳門演出1場。 原定於1月30日舉行因身體抱恙而延期。 *2016年7月9日，於馬來西亞演出1場。                                                                        |
| 2015年        | 6月27日 | QQ音樂巔峰尊享會張敬軒武漢音樂會                | 中国武漢：湖北劇院 | 不適用 | 是次演唱會唯有QQ會員可以參加 |
| 2015年        | 10月16日 | KKBOX LIVE: 張敬軒ONE DAY                       | 香港：麥花臣場館 | 不適用 | 是次演唱會唯有KKBOX白金會員可以參加 |
| 2018年        | 6月14至19日 2019年4月27日 2019年5月24至25日                                                                             | Hinsideout 張敬軒演唱會2018                     | 香港：香港體育館 · 马来西亚：雲頂雲星劇場 · 澳門：金光綜藝館 | 香港場： 胡楓、羅蘭、容祖兒（第一場）、 胡定欣（第二場）、 陳慧琳（第三場）、 Boy'z（第四場）、 楊千嬅（第五場）、 Boy'z（第六場） | * 香港場：第六場本沒有安排表演嘉賓，即興邀請Boy'z |
| 2020年        | 11月22至29日 | 張敬軒×香港中樂團盛樂演唱會                     | 香港：香港體育館 | 不適用 | 與香港中樂團合作，原定在2019年11月22-25日舉行，後因反修例運動影響延期，並在2020年3月宣佈按照原定日子舉行，並加開4場 |
| 2021年-2022年 | 12月23日至27日、12月30日至1月3日 1月6日至10日、1月13日至15日（延期及補場：5月10日至14日、5月17日至21日、5月24日至29日） | The Next 20 Hins Live in Hong Kong 張敬軒演唱會 | 香港：香港體育館 | 陳慧琳（第一場）、 林家謙（第二場）、 鄭欣宜（第三場）、 Tyson Yoshi、泳兒（第四場）、 衛蘭（第五場）、 梁詠琪（第六場）、 MC $oHo & KidNey、kayan9896、七仙羽（第七場）、 黎明（第八場）、 MC 張天賦（第九場）、 C AllStar（第十場） 陳柏宇、林明禎（第十一場）、 吳林峰（第十二場）、 洪嘉豪（第十三場）、 Dear Jane（第十四場）、 Serrini（第十五場）、 馮允謙（第十六場）、 湯令山（第十七場）、 林奕匡、葉巧琳（第十八場）、 許廷鏗（第十九場）、 姜濤（第二十場）、 ToNick、 Arvin Tsang（第二十一場）、 岑寧兒、藍奕邦（第二十二場）、 鄧麗欣 、COLLAR（第二十三場）、 陳蕾、許靖韻 （第二十四場） 、 周國賢、RubberBand （第二十五場）、 王菀之、陳卓賢、柳應廷（第二十六場） | 打破其個人演唱會場數紀錄；因疫情原因1月6-1月15日場數延期 *5月29日尾場直至凌晨1時15分才正式完騷，打破了陳奕迅創下紅館最遲完騷紀錄，成為香港體育館安可最長時間的歌手 *是次合演唱會共邀請58位嘉賓，打破黃偉文作品展嘉賓紀錄，成為香港體育館最多嘉賓的演唱會 |
| 2022年-2023年 | 12月20日至21日、23日至26日， 12月27日、12月30日至1月2日 （延期及補場：6月13日至17日）， 6月5至7日、9至11日              | REVISIT 張敬軒演唱會                            | 香港：香港會議展覽中心 HALL 5BC | 不適用 | *張敬軒首個於香港會議展覽中心舉辦的演唱會。 |
| 2023年        | 3月16至18日 | The Prime Classics 張敬軒倫敦演唱會             | 英国：倫敦 Royal Albert Hall Auditorium | 不適用 | *張敬軒首個於英國及歐洲舉辦的演唱會。 *首位香港歌手於此場地連開三場演唱會。 |
| 2023年        | 7月1日、3日及8日 | The Next 20 張敬軒巡迴演唱會．美國站            | 美国：拉斯維加斯 MGM Grand Garden Arena（7月1日） · 美国：雷諾 Reno Event Center（7月3日） · 美国：紐約 UBS Arena（7月8日） | 不適用 | |
| 2023年        | 11月1日、3日 | The Next 20 張敬軒巡迴演唱會．澳洲站            | ：墨爾本 Margaret Court Arena (11月1日） · ：悉尼 Aware Super Theatre (11月3日） | 不適用 | |
| 2023年        | 12月15日至17日、22日至25日、29日至31日                                                                                  | The Prime Classics 張敬軒澳門演唱會             | 澳門：倫敦人綜藝館 | 不適用 | |
| 2024年        | 1月5日至7日及13日 | The Prime Classics 張敬軒澳門演唱會             | 澳門：倫敦人綜藝館 | 不適用 | |
| 2024年        | 1月14日 | HCFC X HINS生日派對                             | 澳門：倫敦人綜藝館 | 嘉賓主持：胡蓓蔚、黃正宜 | |
| 2024年        | 3月16日 | The Next 20 張敬軒巡迴演唱會．新加坡站          | 新加坡：圣淘沙名胜世界 | 不適用 | |
| 2024年        | 7月20日、7月27日及8月1日、8月3日                                                                                        | The Prime Classics 張敬軒巡迴演唱會．美加站     | 美国：拉斯維加斯The Colosseum Theater at Caesar's Palace（7月20日） · 美国：三藩市 The Venue at Thunder Valley（7月27日） · 加拿大：溫哥華 Doug Mitchell Thunderbird Sports Centre（8月1日） · 加拿大：尼亞加拉瀑布城 OLG Stage at Fallsview Casino（8月3日） | 不適用 | |
| 2024年        | 10月18日至20日、25日至27日，11月1日至3日、8日至10日、15至17日                                                           | Dahlia Blossom 張敬軒Prime Classics演唱會       | 澳門：倫敦人綜藝館 | 不適用 | |
| 2025年        | 1月11日至12日，17日至18日                                                                                               | Dahlia Blossom 張敬軒Prime Classics演唱會       | 澳門：倫敦人綜藝館 | 不適用 | |

### 錄音室直播
| 演出年份 | 演出日期 | 演出名稱                                                 | 舉行地點                                  | 備註                 |
| 2016年   | 9月7日   | 係咁升兩度降兩度你俾我唞陣得唔得唧世界無限輪迴演唱會2016 | 香港：雅旺錄音室 (Avon Recording Studios) | 個人Facebook專頁Live |
| 2018年   | 3月26日  | Hinsideout 2018 張敬軒♭♭演唱會』拿拿臨網上直播熱身賽     | 香港：雅旺錄音室 (Avon Recording Studios) | 個人Facebook專頁Live |

### 網上音樂會
| 演出年份 | 演出日期 | 演出名稱                          | 舉行地點                    | 備註                 |
| 2018年   | 12月21日 | 百年大屋演奏 張敬軒新碟說唱會首播 | 香港：玫瑰村 (Old Alberose) | 主持：Donald         |
| 2021年   | 4月11日  | Live at Alberose                  | 香港：玫瑰村 (Old Alberose) | 嘉賓：馮允謙、林家謙 |

### 合作演出
| 演出年份 | 演出日期            | 演出名稱                                                         | 舉行地點                            | 合作歌手 | 備註                                     |
| 2006年   | 7月18日             | 903 id club 拉闊演奏廳                                           | 香港：九龍灣國際展貿中心            | 王菀之 | 為小型拉闊音樂會系列，首次參與拉闊演奏廳 |
| 2007年   | 3月2日至4日         | 張敬軒 X 王菀之 友誼萬歲慈善演唱會                               | 澳門：澳門綜藝館                    | 王菀之 |                                          |
| 2007年   | 3月29日             | Nokia音樂有得Talk – 903 Music Talkie音樂會 (Part 1)              | 香港：香港會議展覽中心              | 方大同、張繼聰、農夫、細So、王菀之                                                                              |                                          |
| 2007年   | 6月18日             | Nokia音樂有得Talk – 903 Music Talkie音樂會 (Part 2)              | 香港：香港會議展覽中心              | 方大同、張繼聰、農夫、細So、王菀之                                                                              |                                          |
| 2007年   | 9月12日             | Nokia愛樂•享樂903飛馳中的音樂會                                  | 香港：香港會議展覽中心 Hall 3       | 關淑怡、李克勤、謝安琪                                                                                          |                                          |
| 2008年   | 3月24日             | 恆生勁爆 Music World 新城唱好極品好男聲音樂會                    | 香港：香港會議展覽中心新翼7樓Hall 3 | 孫耀威、潘瑋柏                                                                                                  |                                          |
| 2009年   | 5月29日             | 903 id club 拉闊音樂會                                           | 香港：香港會議展覽中心              | 方大同 | 首次參與拉闊音樂會                       |
| 2010年   | 5月29日             | 903 id club 拉闊音樂會                                           | 香港：香港會議展覽中心              | 側田、林宥嘉 |                                          |
| 2011年   | 6月5日              | 孫耀威x張敬軒x吳建豪 - 新城唱好第二擊 - 新城極品好男聲對唱音樂會 | 香港：香港會議展覽中心展覽廳5B、C   | 孫耀威、吳建豪                                                                                                  |                                          |
| 2012年   | 3月17日             | 新城唱好「靚聲最強」音樂會                                       | 香港：香港會議展覽中心展覽廳5B、C   | 張智霖、蘇永康、林育群                                                                                          |                                          |
| 2013年   | 8月31日             | 903 id club 拉闊音樂會                                           | 香港：亞洲國際博覽館                | 梁詠琪、楊千嬅、林一峰、梁漢文、蘇永康、陳奕迅                                                                  | 特別主題：拉闊思念會 永恆的愛 陳百強     |
| 2015年   | 11月18日            | 903 id club 拉闊音樂會 《發條象之翼》                            | 香港：香港會議展覽中心              | 王菀之、林嘉欣                                                                                                  | 特別主題：拉闊音樂劇場版                 |
| 2017年   | 2月16至19日 10月7日 | The Magical Teeter Totter演唱會2017                              | 香港：香港體育館 · 澳門：金光綜藝館 | 王菀之 |                                          |
| 2017年   | 11月18日            | 保誠用心聆聽演唱會2017 Joey Yung Featuring Hins Cheung           | 香港：亞洲國際博覽館1號展館         | 容祖兒 | 私人音樂會，門票不設公開發售             |
| 2018年   | 2月18日             | Hins and Vincy 張敬軒、泳兒 Live in Reno Music Concert           | 美国：雷諾 Reno Ballroom            | 泳兒 |                                          |
| 2018年   | 8月25日             | 屈臣氏蒸餾水滴滴賞呈獻新城台慶音樂會－張敬軒& Friends            | 香港：香港會議展覽中心展覽廳5B、C   | 洪卓立、吳浩康、鍾舒漫、曾樂彤                                                                                  |                                          |
| 2018年   | 10月24日            | 01眾樂廳音匠相傳 音樂會                                          | 香港：麥花臣場館                    | 泳兒、吳浩康、曾樂彤                                                                                            |                                          |
| 2021年   | 8月26日             | 新城30+集體回憶 音樂會                                           | 香港：香港會議展覽中心展覽廳5B、C   | 蘇永康、胡鴻鈞、菊梓喬、鄭欣宜、泳兒、太極樂隊、曾樂彤、施匡翹、ANSONBEAN、Delta T                              |                                          |
| 2023年   | 8月26日             | 新城台慶Music Fantasia音樂會2023                                 | 香港：香港會議展覽中心展覽廳5B、C   | 林家謙、馮允謙、林奕匡、Gin Lee、雲浩影、區子琳                                                                 |                                          |
| 2023年   | 11月18日            | 拉闊音樂會 The Perfect Match                                     | 香港：亞洲國際博覽館 Arena          | 林家謙 | 原定日期為11月11日，後因身體不適延期     |
| 2024年   | 6月8日              | 新城唱好海洋公園音樂會 周禮茂作品展                              | 香港：香港海洋公園 • 怡慶坊         | 陳慧琳、楊千嬅、林奕匡、胡鴻鈞、葉巧琳、黃淑蔓、周吉佩、余宗遙、Kerryta、黃明德、鍾柔美、詹天文、林智樂、孫漢霖 |                                          |
| 2025年   | 7月5日              | 香港麥當勞50週年i'm lovin' it音樂會                              | 香港：亞洲國際博覽館Arena           | 陳奕迅、謝霆鋒、容祖兒、軟硬天師、MIRROR                                                                        |                                          |

### 參與演出
| 演出年份 | 演出日期     | 演出名稱                               | 舉行地點                         | 備註 |
| 2004年   | 11月27至28日 | 環球十週年飛越音樂經典演唱會           | 香港：香港會議展覽中心           | |
| 2009年   | 6月26日      | 香港誇啦啦！壓軸壓場打氣音樂會         | 香港：香港會議展覽中心           | 商業電台與加州紅合作，為各行各業的員工打氣之音樂會                                                                |
| 2009年   | 12月2日      | Uni-Power大合唱會                      | 香港：亞洲博覽館                 | 為香港思覺失調學會（Early Psychosis Intervention Society）籌款 與其他香港環球唱片旗下歌手組成Uni-Power 環球保衛隊 |
| 2009年   | 3月19至21日  | 2009劉家昌音樂會                       | 香港：香港體育館                 | *出席所有場次 |
| 2009年   | 10月1日      | 劉家昌澳門音樂會                       | 澳門：威尼斯人綜合館             | |
| 2010年   | 4月3日       | 劉家昌往事只能回味演唱會               | 臺灣：台北小巨蛋                 | |
| 2012年   | 2月9日       | Concert YY 黃偉文作品展演唱會          | 香港：香港體育館                 | *只出席第一場 |
| 2013年   | 3月31日      | 繼續寵愛張國榮十周年紀念音樂會         | 香港：香港體育館                 | |
| 2014年   | 8月29日      | 《夢開始的地方演唱會》群星演唱會       | 中国梅州：廣東梅州東山中學體育場 | |
| 2014年   | 8月30日      | 銀灘國際音樂盛典 《軒聲奪人 酷愛銀灘》 | 中国深圳：碧桂園十里銀灘         | |
| 2014年   | 9月6日       | 能者舞台仲夏日                         | 香港：九龍灣國際展貿中心匯星     | |
| 2015年   | 5月8至19日   | 顧嘉煇榮休盛典演唱會                   | 香港：香港體育館                 | *只出席香港站的場次                                                                                               |
| 2015年   | 6月19至20日  | 《最愛潘源良是誰作品展》演唱會         | 香港：香港體育館                 | |
| 2015年   | 8月23日      | 英皇娛樂十五週年和華麗有約             | 澳門：澳門威尼斯人酒店           | |
| 2016年   | 10月1日      | 澳門特別行政區政府國慶體藝匯演         | 澳門：塔石體育館                 | |
| 2016年   | 10月2日      | 國慶青年音樂會2016                     | 香港：香港體育館                 | |
| 2019年   | 3月12日      | KKBOX香港風雲榜                        | 香港：香港會議展覽中心           | |
| 2019年   | 3月22日      | 香港亞洲流行音樂節2019                 | 香港：香港會議展覽中心           | |
| 2022年   | 10月15日     | 羅文．傳承20周年全城紀念演唱會         | 香港：香港體育館                 | |

### 擔當嘉賓演出
| 演出年份 | 演出日期            | 演出名稱                                                 | 舉辦歌手                 | 舉行地點                                | 擔任嘉賓場次                      | 表演歌曲                                                                  | 備註                                                                                                |
| 2004年   | 1月3日              | 林頤天天精彩演唱會                                       | 林頤                     | 中国廣州：天河體育館                    | 不適用                            |                                                                           | |
| 2006年   | 4月28日             | 琴晚夜紅館騷                                             | 倫永亮                   | 香港：香港體育館                        | 首場                              | 合唱《從何唱起》                                                          | |
| 2006年   | 9月26日             | 新城唱好李克勤Show歌力音樂會                             | 李克勤                   | 香港：香港會議展覽中心                  | 不適用                            | 與李克勤和王菀之合唱 《Here I am》和《All out of love》、獨唱《老了十歲》 | |
| 2007年   | 1月5日              | 謝安琪第一天LIVE音樂會                                   | 謝安琪                   | 香港：九龍灣國際展貿中心演講廳          | 不適用                            | 合唱《守望》                                                              | |
| 2007年   | 2月3日              | 環遊世界世界巡迴演唱會                                   | Twins                    | 中国廣州：天河體育館                    | 不適用                            | 合唱《死性不改》、獨唱《Hurt So Bad》                                     | |
| 2007年   | 5月19日和6月22-23日 | Show Mi鄭秀文2007演唱會                                  | 鄭秀文                   | 香港：香港體育館 马来西亚：雲頂雲星劇場 | 香港：第二場 · 马来西亚：所有場次 | 合唱《問我》、獨唱《笑忘書》                                              | |
| 2007年   | 8月5日              | CRUISER繽紛揮發903孫耀威演唱會                           | 孫耀威                   | 香港：九龍灣國際展貿中心                | 不適用                            | 合唱《笑忘書》、獨唱《酷愛》                                              | |
| 2007年   | 12月9日             | 看透鄧麗欣香港演唱會                                     | 鄧麗欣                   | 香港：九龍灣國際展貿中心匯星            | 不適用                            | 合唱《來夜方長》、獨唱《酷愛》                                            | |
| 2007年   | 12月13日            | 禮茂+好友音樂會                                          | 周禮茂                   | 香港：九龍灣國際展貿中心 Hall B         | 不適用                            | 合唱《邊緣回望》、獨唱《李香蘭》                                          | |
| 2008年   | 2月3日              | StarLight演唱會                                          | 容祖兒                   | 香港：香港體育館                        | 尾場                              | 合唱《心花怒放》                                                          | |
| 2008年   | 7月29日             | 薛凱琪拉闊變奏廳                                         | 薛凱琪                   | 香港：九龍灣國際展貿中心                | 不適用                            | 合唱《捨不得你》                                                          | |
| 2008年   | 9月27-28日          | 我來自火星演唱會                                         | 王菀之                   | 香港：九龍灣國際展貿中心                | 所有場次                          | 合唱《擁抱一個人》、《我願意》、出演VCR                                   | |
| 2008年   | 10月2日             | 十分快活十分愛林頤搞唱會                                 | 林頤                     | 中国廣州：軍區體育館                    | 不適用                            | 獨唱《櫻花樹下》                                                          | * 第二次擔任林頤演唱會嘉賓                                                                          |
| 2008年   | 10月26日            | 萬世巨星Hello! My Name Is 關楚耀音樂會                   | 關楚耀                   | 香港：九龍灣國際展貿中心演講廳          | 不適用                            | 合唱《四面楚歌》                                                          | |
| 2008年   | 12月16日            | 「愛．和平大巡遊」演唱會                                 | Mr.                      | 香港：香港會議展覽中心                  | 首場嘉賓                          |                                                                           | |
| 2009年   | 6月05-06日          | 十分十二子祥演唱會                                       | 林子祥                   | 香港：香港體育館                        | 所有場次                          | 合唱《相對論》、獨唱《笑忘書》                                            | |
| 2011年   | 3月19-20日          | 周慧敏Deep V 25周年演唱會                                | 周慧敏                   | 香港：香港體育館                        | 所有場次                          | 合唱《此情只待成追憶》及《流言》、獨唱《笑忘書》                          | |
| 2012年   | 12月30日            | Imperfect Live 2012                                      | 周柏豪                   | 香港：九龍灣國際展貿中心                | 尾場嘉賓                          | 合唱《櫻花樹下》                                                          | |
| 2013年   | 2月18-20日          | 愛Show世界巡迴演唱會2013「完美篇」2013                   | 甄妮                     | 香港：香港體育館                        | 首場嘉賓                          | 合唱《鐵血丹心》                                                          | |
| 2013年   | 4月14-16日          | G.E.M. X.X.X. Live 紅館演唱會2013                        | G.E.M.                   | 香港：香港體育館                        | 第3-5場嘉賓                       | 合唱《Hallelujah》，獨唱《笑忘書》                                        | |
| 2013年   | 10月2日             | 大愛有聲2013繼續快活我撐你林頤慈愛演唱會                 | 林頤                     | 中国廣州：天河體育館                    | 不適用                            | 合唱《墨爾本的翡翠》、獨唱《只是太愛你》                                  | * 第三次擔任林頤演唱會嘉賓                                                                          |
| 2016年   | 10月24日            | 女神有問題演唱會                                         | 鄭欣宜                   | 香港：九龍灣國際展貿中心                | 尾場嘉賓                          | 獨唱《青春常駐》                                                          | * 原定為首場嘉賓，但因颱風關係該場取消，改為尾場嘉賓                                                |
| 2018年   | 8月26日             | 葉麗儀萬般瑰麗2018香港演唱會                             | 葉麗儀                   | 香港： 麥花臣場館                       | 尾場嘉賓                          | 合唱《笑傲江湖》                                                          | |
| 2018 年  | 10月16日            | Boyz The Unboxing Live 演唱會                            | Boy'z （關智斌、張致恆） | 香港: 九龍灣國際展貿中心                | 不適用                            | 合唱《預言書》                                                            | |
| 2019年   | 8月21日             | Pretty Crazy 容祖兒世界巡迴演唱會                        | 容祖兒                   | 香港: 香港體育館                        | 第十六場                          | 合唱《黃色大門》、《櫻花樹下》、《Pretty Hungry》                         | |
| 2019年   | 9月13-14日          | Kenny is Born 關智斌演唱會                               | 關智斌                   | 香港: 香港體育館                        | 所有場次                          | 合唱《情陷百老匯》、《笑忘書》、獨唱《百年樹木》、《只是太愛你》          | |
| 2021年   | 6月11日             | 絕色25周年世界巡迴演唱會                                 | 莫文蔚                   | 香港: 香港體育館                        | 首場                              | 合唱《只怕不再遇上》、《心仍是冷》、《世間始終你好》                      | |
| 2021年   | 7月17日             | Leon 黎明 Talk & Sing 2021紅館演唱會                     | 黎明                     | 香港: 香港體育館                        | 第八場                            | 合唱《我的親愛》                                                          | |
| 2021年   | 8月7日              | 太極樂隊 Rainbow After Rain 演唱會                       | 太極樂隊                 | 香港: 香港體育館                        | 第一場                            | 合唱《酷愛》                                                              | |
| 2022年   | 7月5日              | Have a JAY Time 2022 演唱會                              | 馮允謙                   | 香港: 九龍灣國際展貿中心                | 第四場                            | 合唱《愛斯基摩人之吻》、獨唱《追風箏的孩子》                              | |
| 2022年   | 8月13日             | 師傅七都識唱笑會                                         | 七仙羽                   | 香港: 九龍灣國際展貿中心                | 第二場 (尾場)                     | 合唱《幸福摩天輪》、獨唱《俏郎君》                                        | |
| 2022年   | 8月19日             | SUMMER BLUES 林家謙演唱會                                | 林家謙                   | 香港: 香港體育館                        | 首場                              | 合唱《假以時日》、獨唱《笑忘書》(林家謙伴奏)                              | |
| 2022年   | 11月13日            | The Cycle Of… Kaho Hung Live 2022 演唱會                 | 洪嘉豪                   | 香港: 安盛 x 竹翠公園                   | 第二場（尾場）                    | 合唱《騷靈情歌》、獨唱《櫻花樹下》                                        | |
| 2023年   | 2月17日             | 時間遇上我們 梁詠琪2023香港演唱會                        | 梁詠琪                   | 香港: 香港體育館                        | 首場                              | 合唱《他喜歡的是你》、《櫻花樹下》                                        | |
| 2023年   | 4月8日              | 許冠傑此時此處演唱會2023                                 | 許冠傑                   | 香港: 香港體育館                        | 第二場                            | 合唱《世事如棋》、《沉默是金》                                            | |
| 2023年   | 10月24日            | 周國賢《Endy Chowj: The Curtain Call 2023》演唱會        | 周國賢                   | 香港：西九文化區藝術公園自由空間大盒    | 第四場                            | 合唱《俏郎君》、《從此世界多了一分鐘》（麥浚龍）                          | |
| 2024年   | 4月14日             | 洪嘉豪 Kaho Live 2024                                    | 洪嘉豪                   | 香港: 香港體育館                        | 第二場                            | 合唱《青春告別式×逆時車站》、獨唱《隱形游樂場》                           | |
| 2024年   | 7月14日             | You & Mi 鄭秀文世界巡迴演唱會                            | 鄭秀文                   | 香港: 香港體育館                        | 第三場                            | 合唱《笑忘書》、獨唱《隱形游樂場》                                        | |
| 2024年   | 7月25日             | IAN CHAN "TEARS" IN MY SIGHT SOLO CONCERT 2024           | 陳卓賢                   | 香港: 亞洲國際博覽館                    | 第七場（尾場）                    | 合唱《銀髮白》                                                            | *與《The Prime Classics HINS CHEUNG LIVE 張敬軒演唱會》美加站撞期，現場播出二人提前錄影合唱的片段。 |
| 2025年   | 1月21日             | The Fabulous 40 Priscilla LIVE IN HONG KONG 陳慧嫻演唱會 | 陳慧嫻                   | 香港: 香港體育館                        | 第一場                            | 合唱《跳舞街》、獨唱《與淚抱擁》                                          | |
| 2025年   | 2月22-23日          | 合體 - 王菀之演唱會2025                                  | 王菀之                   | 香港: 香港體育館                        | 所有場次                          | 合唱《下次愛你》                                                          | |
| 2025年   | 3月7日              | The Bobfather Finale 2025                                | 林盛斌                   | 香港: 香港體育館                        | 不適用                            | 獨唱《My Way》                                                            | |
| 2025年   | 5月27日             | GO WITH THE FLOW 林峯演唱會                              | 林峯                     | 香港: 香港體育館                        | 第六場                            | 合唱《馴獸師之王》、獨唱《櫻花樹下》                                      | |
| 2025年   | 7月6日              | Tyson Yoshi The Villain Live in Hong Kong                | Tyson Yoshi              | 香港: 啟德體藝館                        | 第三場（尾場）                    | 合唱《By my side》                                                        | |
| 2025年   | 7月16日             | 陳慧琳Season 2 萬人結界演唱會                            | 陳慧琳                   | 香港: 香港體育館                        | 第五場                            | 合唱《風花雪》、獨唱《櫻花樹下》                                          | |